# فلورین سزار اواتو
فلورین سزار اواتو (به انگلیسی: Florin Cezar Ouatu) (زاده ۱۸ فوریه ۱۹۸۰) خواننده رومانیایی است.
او در مسابقه آواز یوروویژن ۲۰۱۳ نماینده رومانی بود.